# 18 Dywizja Zmechanizowana
18 Dywizja Zmechanizowana im. gen. broni Tadeusza Buka (18 DZ) pot. "Żelazna Dywizja" – związek taktyczny Sił Zbrojnych RP.

## Formowanie i zmiany organizacyjne
W wykonaniu decyzji Ministra Obrony Narodowej Nr Z-65/Org./P1 oraz Nr Z-66/ZOiU-P1 z dnia 5 września 2018 w sprawie sformowania i realizacji zadań umożliwiających sformowanie Dowództwa 18 Dywizji Zmechanizowanej, Minister Obrony Narodowej ustanowił w terminie do dnia 31 grudnia 2018 sformowanie Dowództwa 18 Dywizji Zmechanizowanej w Siedlcach, przy ul. Pileckiego 5.
Docelowo nowa dywizja składać się będzie z czterech brygad: 1 Brygady Pancernej, 21 Brygady Strzelców Podhalańskich, 19 Lubelskiej Brygady Zmechanizowanej oraz planowanej "czwartej" brygady zmechanizowanej.
Jednostki wsparcia i zabezpieczenia dywizji, w tym batalion rozpoznawczy, brygada artylerii, pułk przeciwlotniczy i logistyczny są tworzone w II etapie formowania Dywizji, proces ten będzie realizowany do 2026 roku.

## Tradycje i insygnia
Decyzją nr 57/MON z dnia 10 kwietnia 2019 r., dywizja przejęła i z honorem kultywuje dziedzictwo tradycji:
- 7 Dywizji Strzelców (1919),
- Grupy taktycznej gen. Laurenta Bonnina (1919),
- Grupy gen. Franciszka Krajowskiego (1919),
- 18 Dywizji Piechoty (1920–1939).

Dywizja przyjęła imię gen. broni Tadeusza Buka, a doroczne święto dywizji ustanowiono na dzień 5 września.
Decyzją nr 75/MON z dnia 9 maja 2019 roku, w Dowództwie 18 DZ wprowadzono odznakę pamiątkową, oznakę rozpoznawczą oraz proporczyk na beret żołnierzy.

## Struktura organizacyjna (2018)

### Stan na rok 2018
- Dowództwo 18 Dywizji Zmechanizowanej w Siedlcach[3]
- 18 Siedlecki batalion dowodzenia w Siedlcach[3]
- 19 Lubelska Brygada Zmechanizowana w Lublinie
- 1 Warszawska Brygada Pancerna w Warszawie-Wesołej (od 29.08.2019 r.)[6]
- 21 Brygada Strzelców Podhalańskich w Rzeszowie (od 29.08.2019 r.)[6]
- 18 pułk logistyczny w Łomży (17.09.2019 rozpoczęto formowanie jednostki)[7]

### Stan na rok 2021
- Dowództwo 18 Dywizji Zmechanizowanej w Siedlcach
- 18 Siedlecki batalion dowodzenia w Siedlcach
- 19 Lubelska Brygada Zmechanizowana w Lublinie
- 1 Warszawska Brygada Pancerna w Warszawie-Wesołej
- 21 Brygada Strzelców Podhalańskich w Rzeszowie
- 18 pułk przeciwlotniczy w Sitańcu (08.04.2021 r. rozpoczęto formowanie jednostki)[8]
- 18 Pułk Artylerii w Nowej Dębie (08.04.2021 r. rozpoczęto formowanie jednostki)[8]
- 18 pułk logistyczny w Łomży
- 18 batalion rozpoznawczy w Przasnyszu (09.2021 r. rozpoczęto formowanie jednostki - docelowo w Białej Podlaskiej)[9][3][10]

### Struktura organizacyjna w 2025

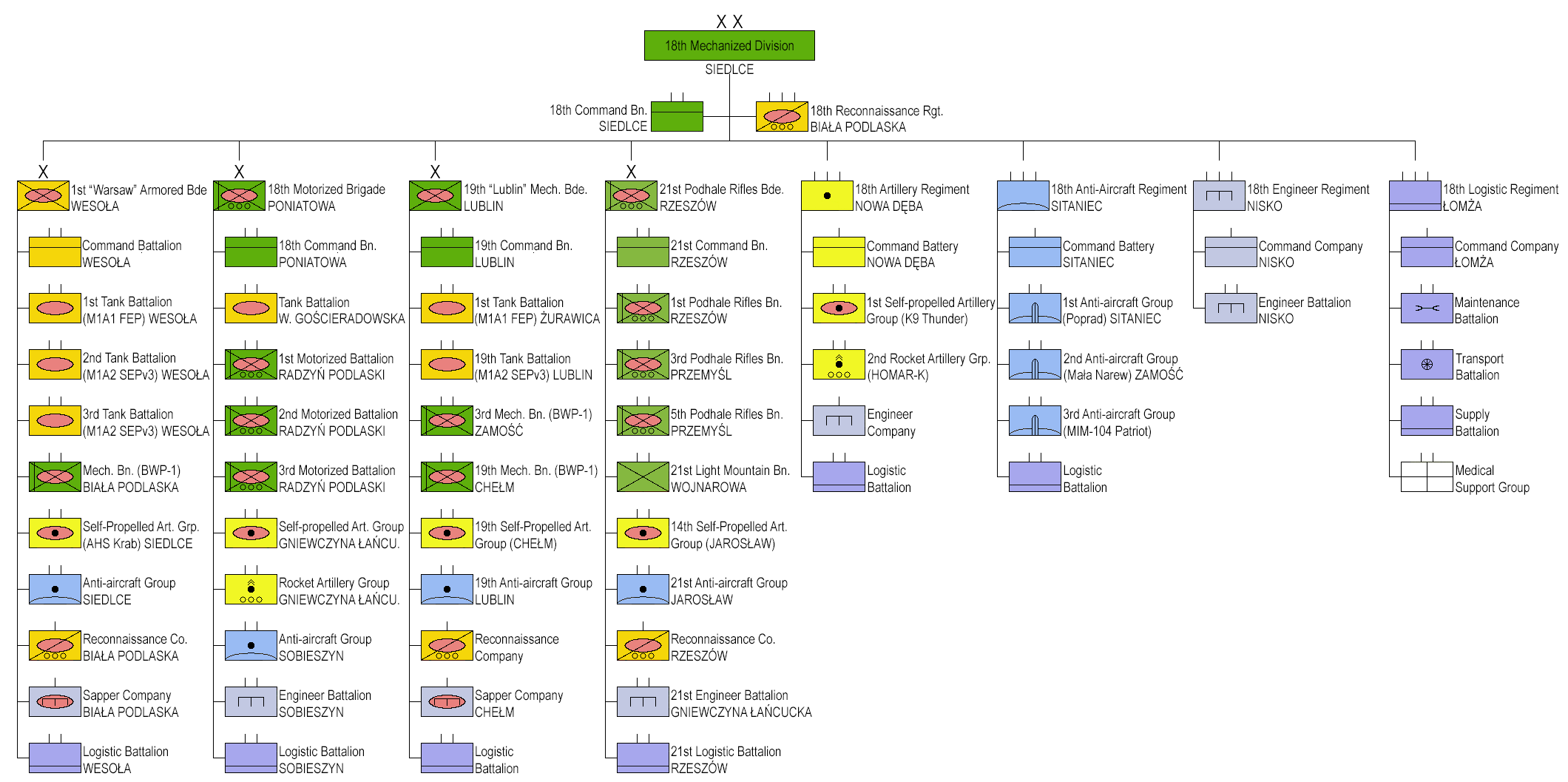
Organizacja 18 Dywizji Zmechanizowanej

- Dowództwo 18 Dywizji Zmechanizowanej w Siedlcach
- 18 Siedlecki batalion dowodzenia w Siedlcach
- 19 Lubelska Brygada Zmechanizowana w Lublinie
- 1 Warszawska Brygada Pancerna w Warszawie-Wesołej
- 21 Brygada Strzelców Podhalańskich w Rzeszowie
- 18 Brygada Zmotoryzowana w Poniatowej (od 2023)
- 18 pułk przeciwlotniczy w Sitańcu
- 18 Brygada Artylerii w Nowej Dębie
- 18 pułk logistyczny w Łomży
- 18 pułk saperów w Nisku
- 18 pułk rozpoznawczy w Białej Podlaskiej

## Dowódcy dywizji
- gen. dyw. dr Jarosław Gromadziński (05.09.2018 – 07.08.2022)
- gen. dyw.[11] Arkadiusz Szkutnik (od 08.08.2022)[12]